# Banda lateral única

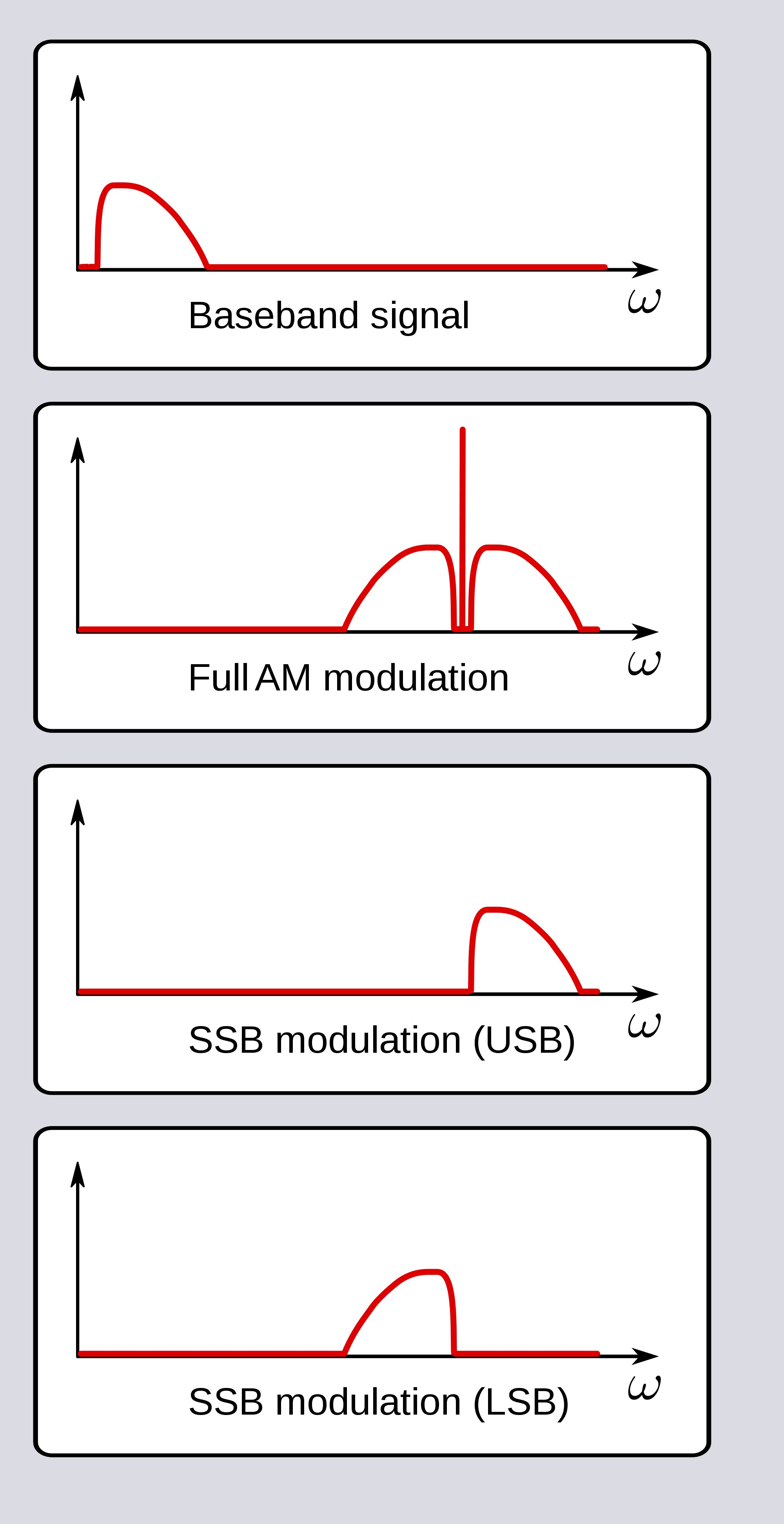
Il·lustració de l'espectre dels senyals d'AM i SSB. La banda lateral inferior (LSB) de l'espectre està invertida en comparació amb la banda base. Com un exemple, un senyal de 2 kHz d'àudio de banda base modulada sobre una portadora de 5 MHz produirà una freqüència de 5,002 MHz si s'utilitza la banda lateral superior (USB) o de 4,998 MHz si s'utilitza la LSB.

La modulació en banda lateral única (BLU)  o  (SSB)  (de l'anglès  Single Side Band ) és una evolució de l'AM.
La banda lateral única és molt important per a la branca de l'electrònica bàsica, ja que permet transmetre senyals de ràdio freqüència que altres modulacions no poden transmetre
A la transmissió en Amplitud modulada es gasta com a mínim la meitat de l'energia en transmetre una ona de freqüència constant anomenada portadora, i només un quart a transmetre la informació del senyal modulador (normalment veu) en una banda de freqüències per sobre de la portadora. L'altre quart es consumeix a transmetre exactament la mateixa informació, però en una banda de freqüències per sota de la portadora. Per a valors de l'índex de modulació m<1 el balanç energètic és encara més ineficient.
És evident que totes dues bandes laterals són redundants, n'hi hauria prou amb enviar una de sola. I la portadora tampoc és necessària.
Per mitjà de filtres col·locats en el circuit de transmissió, el transmissor BLU elimina la portadora i una de les dues bandes laterals.
El receptor, per poder reproduir el senyal que rep, genera localment -mitjançant un oscil·lador (BFO)- la portadora no transmesa, i amb la banda lateral que rep, reconstrueix la informació del senyal modulador original.
Un exemple d'emissor/receptor BLU és el BITX.

## Avantatges i desavantatges de la BLU
La superioritat tecnològica de la Banda Lateral Única sobre l'Amplitud modulada resideix en aquesta necessitat de gastar només un quart de l'energia per transmetre la mateixa informació. En contrapartida, els circuits de transmissors i receptors són més complexos i més cars (fet que amb els avenços actuals no afecta el preu final).
Un altre avantatge d'aquesta modulació sobre l'AM és que la potència d'emissió es concentra en una amplada de banda més estret (normalment 2,4 quilohertzs), per tant, és molt sòbria en l'ús de les freqüències, permetent més converses simultàniament en una banda donada.
La modalitat de major ús és la USB (banda lateral superior, de l'anglès  Upper Side Band ). Per raons històriques, en el servei de radioaficionats per a freqüències més baixes de 10.7 MHz es transmet només la banda inferior (LSB), i en les més altes de 10.7 MHz, només la banda superior (USB). La LSB també s'utilitza en algunes comunicacions marines.

## Banda lateral independent
En el passat, quan es feia servir l'Ona Curta per a la transmissió de comunicacions telefòniques, s'utilitzava un procediment particular d'aquest tipus de modulació, anomenat  banda lateral independent (BLI) . 

Es basava en la utilització de dos moduladors, que funcionaven amb la mateixa portadora. A cada un d'ells s'aplicaven com a senyal modulador dos canals telefònics prèviament multiplexats en freqüència. 

Se seleccionava la banda lateral superior del producte de modulació del primer modulador i la banda lateral inferior del segon modulador, finalment es modulava suprimint la portadora. D'aquesta manera s'enviava al transmissor la informació corresponent a quatre canals telefònics (2 per cada banda lateral).